# جون نيل (لاعب دوري الرغبي)
جون نيل (بالإنجليزية: Jonathon Neill)‏ هو لاعب دوري الرغبي بريطاني، ولد في 19 ديسمبر 1968 في وايتهفن ‏ في المملكة المتحدة.